# Comitato di Nógrád
Il comitato di Nógrád (in ungherese Nógrád vármegye, in slovacco Novohradská župa, in latino Comitatus N(e)ogradiensis) è stato un antico comitato del Regno d'Ungheria, oggi situato a cavallo tra Slovacchia meridionale e Ungheria settentrionale. Capoluogo del comitato era la città di Balassagyarmat.
Il comitato di Nógrád confinava con gli altri comitati di Zólyom, Gömör-Kishont, Heves, Pest-Pilis-Solt-Kiskun e Hont. In tempi più antichi il capoluogo era Lučenec (in ungherese Losonc).
In seguito al Trattato del Trianon (1920) la porzione settentrionale del comitato venne assegnato alla neocostituita Cecoslovacchia, rimanendo Balassagyarmat in territorio ungherese. La parte cecoslovacca è oggi parte della Slovacchia ed è inclusa nella regione di Banská Bystrica, mentre quello che rimane dell'antico comitato in territorio ungherese forma l'attuale contea di Nógrád.